# Спартак (футбольний клуб, Варна)
Футбольний клуб «Спартак 1918» Варна (болг. Футболен клуб Спартак 1918 Варна) — болгарський футбольний клуб з Варни, заснований у 1918 році. Виступає у Першій лізі. Домашні матчі приймає на однойменному стадіоні, місткістю 8 000 глядачів.
Більше відомий під назвою «Шипченський Сокол».

## Досягнення
- Чемпіонат Болгарії
  - Чемпіон: 1932
  - Срібний призер: 1931, 1933
  - Бронзовий призер: 1929, 1945, 1946, 1948, 1955, 1984
- Кубок Болгарії
  - Фіналіст: 1961, 1983.

## Виступи в єврокубках
| Сезон   | Змагання               | Раунд    | Клуб              | Вдома | На виїзді | В сукупності |
| ------- | ---------------------- | -------- | ----------------- | ----- | --------- | ------------ |
| 1961–62 | Кубок володарів кубків | 1Р       | Рапід Відень      | 2–5   | 0–0       | 2–5          |
| 1983–84 | Кубок володарів кубків | 1Р       | Мерсін Ідманюрду  | 1–0   | 0–0       | 1–0          |
| 1983–84 | Кубок володарів кубків | 2Р       | Манчестер Юнайтед | 1–2   | 0–2       | 1–4          |
| 1996    | Кубок Інтертото        | Група 8  | ЛКС               | –     | 1–1       | 4-е          |
| 1996    | Кубок Інтертото        | Група 8  | КАМАЗ             | –     | 2–2       | 4-е          |
| 1996    | Кубок Інтертото        | Група 8  | Мюнхен 1860       | 2–1   | –         | 4-е          |
| 1996    | Кубок Інтертото        | Група 8  | Каучук Опава      | 0–1   | –         | 4-е          |
| 1997    | Кубок Інтертото        | Група 10 | Монпельє          | 1–1   | –         | 5-е          |
| 1997    | Кубок Інтертото        | Група 10 | Гронінген         | 0–2   | –         | 5-е          |
| 1997    | Кубок Інтертото        | Група 10 | Глорія Бистриця   | –     | 1–2       | 5-е          |
| 1997    | Кубок Інтертото        | Група 10 | Чукарички         | –     | 0–3       | 5-е          |
| 1998    | Кубок Інтертото        | 1Р       | Балтика           | 1–1   | 0–4       | 1–5          |
| 1999    | Кубок Інтертото        | 1Р       | Сінт-Трейден      | 1–2   | 0–6       | 1–8          |
| 2001    | Кубок Інтертото        | 1Р       | Дискоболія        | 4–0   | 0–1       | 4–1          |
| 2001    | Кубок Інтертото        | 2Р       | Таврія            | 0–3   | 2–2       | 2–5          |